# Nimaathap
| V28 | Aa5 · p | n · U2 | Aa11 · X1 |

| V28 | Aa5 · p | n · U2 | Aa11 · X1 |

Nimaathap (n m3ˁt ḥpy) byla egyptská královna mezi 2. a 3. dynastií. Nimaathap možná vládla jako regentka za svého syna Džosera.
Je známa pro svůj dlouhotrvající pohřební kult.

## Rodina
Nimaathap je obecně považována za královnu manželku faraona Chasechemueje. To je založeno na skutečnosti, že většina jejích pečetí byla nalezena v Chasechemuejově hrobce v Abydu. Není známo, kolik dětí měla. Za její syny jsou považováni Džoser, jeho nástupce Sechemchet a Sanacht.

## Hrobka
Nimaathapina hrobka nebyla s jistotou identifikována. Někteří egyptologové považují mastabu K1 v Beit Challaf za její, protože uvnitř této hrobky bylo nalezeno značné množství pečetí s jejím jménem. Jiní egyptologové se domnívají, že Nimaathap měla být pohřbena v Abydu, ale později byla možná pohřbena někde v Abúsíru, protože za její pohřební kult byl zodpovědný vysoce postavený úředník jménem Metcen.